# ジョー・ウィルソン
“ジョー・ウィルソン（Addison Graves "Joe" Wilson, Sr. 、1947年7月31日 - ）は、アメリカ合衆国の政治家。

## 政治活動
2009年9月9日、議会で演説していたオバマ大統領に向かって野次をとばし、その後謝罪した。また、野次の内容も的外れとされている。
2017年、民主党のアダム・シフ下院議員とともに「北朝鮮旅行統制法」を発議した。